# Такэда, Цунэкадзу
Цунэкадзу Такэда (яп. 竹田 恆和 Такэда Цунэкадзу, род. 1 ноября 1947, Токио) — японский предприниматель, спортсмен-конник, председатель Олимпийского комитета Японии (2001—2019), представитель одной из младших ветвей японской императорской фамилии.

## Биография
Цунэкаду Такэда родился в Токио. Третий (младший) сын принца Цунэёси Такэды (1909—1992), второго главы дома Такэда-но-мия, и Мицуко Сандзё (1915—2013). Его прадедом по материнской линии был император Мэйдзи. Цунэкадзу Такэда и его сын Цунэясу Такэда (род. 1975) учились в университете Кэйо и позже преподавали в нём.
Все свою жизнь Цунэкадзу Такэда был заядлым наездником. В команде Японии он выступал на конкуре на Олимпиадах 1972 и 1976 годов, где занял 16-е и 13-е место, соответственно. Позднее он тренировал японских конников на Олимпийских играх 1984, 1988 и 1992 годов. Шеф японской команды на Олимпиадах в 2002 и 2004 годах.
В 1987 году Цунэкадзу Такэда вступил в Японский Олимпийский комитет, а в октябре 2001 года он был избран его председателем. Он также служил в качестве вице-президента Международной федерации конного спорта (ФЭИ) с 1998 по 2002 год, и позднее был назначен почетным вице-президентом. В 1998 году Такэда в спортивным директором оргкомитета Зимних Олимпийских игр в Нагано. Он также дважды избирался вице-президентом Олимпийского совета Азии в 2001 и 2011 годах. В качестве члена Международного Олимпийского комитета, Цунэкадзу Такэда координировал подготовку к зимним Олимпийским играм 2010, 2014 и 2018 годов.
16 марта 2019 года Такэда Цунэкаду заявил о своём намерении в связи с обвинениями в коррупции от правоохранительных органов Франции покинуть пост главы НОК Японии, чтобы не портить репутацию сборной страны в преддверии Олимпиады 2020 года в Токио.